# 箕面警察署
箕面警察署（みのおけいさつしょ）は、大阪府警察が管轄する警察署の一つである。

## 所在地
- 大阪府箕面市箕面5丁目11番35号 
  - 阪急箕面線　箕面駅

## 管轄区域
- 箕面市

## 沿革
- 1947年（昭和22年）：箕面村警察署として開署
- 1948年（昭和23年）：箕面町警察署になる
- 1954年（昭和29年）：警察法の改正によって池田警察署に編入
- 1985年（昭和60年）4月1日：大阪府箕面警察署として新たに開署

## 交番
- 粟生間谷交番 - 箕面市粟生間谷西二丁目7番1号
- 小野原交番 - 箕面市小野原西一丁目2番16号
- 萱野交番 - 箕面市萱野二丁目3番32号
- 桜井交番 - 箕面市桜井一丁目7番26号
- 桜ケ丘交番 - 箕面市桜ケ丘一丁目4番28号
- 瀬川交番 - 箕面市瀬川四丁目3番56号
- 船場交番 - 箕面市船場西二丁目3番21号
- 如意谷交番 - 箕面市如意谷三丁目2番51号
- 牧落交番 - 箕面市牧落一丁目7番27号
- 箕面駅前交番 - 箕面市箕面一丁目9番7号

## 駐在所
- 止々呂美駐在所 - 箕面市上止々呂美31番地